# Route nationale 3 (Madagascar)
La route nationale 3 (RN 3) è una strada statale del Madagascar che collega la capitale Antananarivo al lago Alaotra.
Il tratto tra Antananarivo e Anjozorobe, lungo 91 km, è interamente asfaltato; nel tratto da Anjozorobe al lago Alaotra il fondo stradale è in terra battuta e diviene impraticabile nella stagione delle piogge.